# Tuc de Senó
El Tuc de Senó és una muntanya de 2.556 metres que es troba entre els municipis de Lladorre, a la comarca del Pallars Sobirà i l'Arieja a França.